# 高西玛县
高西玛县是柬埔寨蒙多基里省下辖的一个县。
据1998年人口普查，此县共有8,854人。